# Todo bien
Todo bien es el nombre del primer álbum de estudio de Gabriela Villalba, publicado en 2006, siendo su debut como solista. El único sencillo extraído de este disco fue "Me doy vueltas".

## Lista de canciones
1. "Un contacto"
2. "Todo bien"
3. "Me doy vueltas"
4. "Vuelve a mí"
5. "Tantos besos"
6. "Eres linda"
7. "Soñaré"´
8. "Dame tu mano"
9. "Sin palabras"
10. "Quisiera"

## Sencillos oficiales
- Me doy vueltas